# Miechowiczki (Inowrocław)
Miechowiczki – część miasta Inowrocław.
Dawny folwark, w XIX w. noszący niemiecką nazwę Königgrätz i zamieszkany przez 52-62 osoby.

## Inne
Przy osiedlu jest szpital im. Dra L. Błażka oraz straż pożarna. Mieszkańcy swoją parafię Chrystusa Miłosiernego mają na Rąbinie.